# Rotschnabel-Jamaikasylphe
Der Rotschnabel-Jamaikasylphe (Trochilus polytmus), auch Jamaika-Kolibri oder Wimpelschwanz genannt, ist ein Kolibri, der nur in Jamaika vorkommt. Dort wird er auch Doctor Bird genannt.

## Merkmale

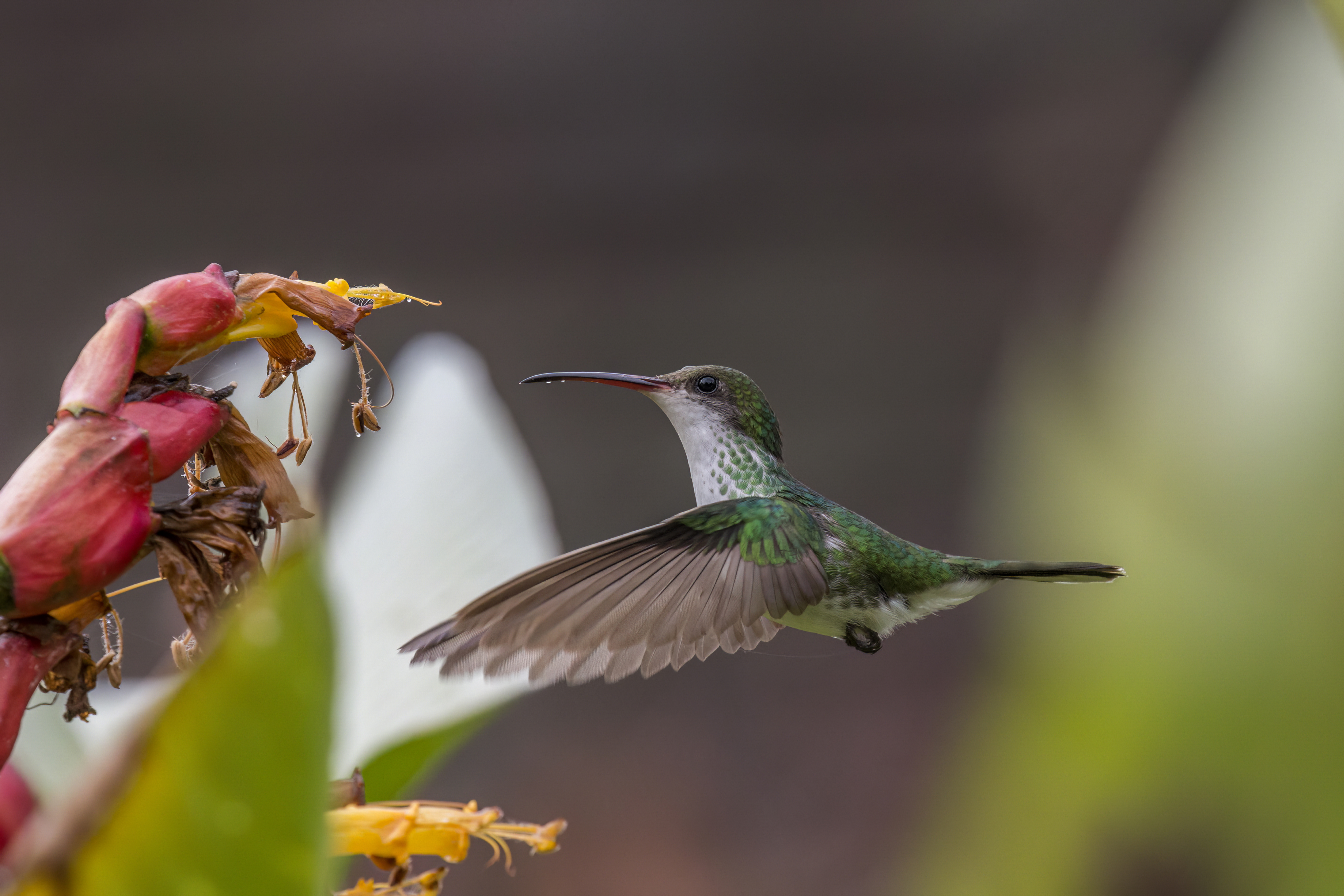
Rotschnabel-Jamaikasylphe, Weibchen im Flug

Das Männchen der Rotschnabel-Jamaikasylphe sind an den dunklen, bis zu 17 cm langen Schwanzfedern und dem grün, schwarz und blau schillernden Gefieder zu erkennen. Ihr langer Schnabel ist leuchtend rot. Die Kopf-Rumpf-Länge beträgt normalerweise 25 cm, und ihr Gewicht liegt bei fünf Gramm. Das Weibchen ist kleiner, hat einen dunkelrot bis braunen Schnabel und eine weiße Unterseite, während Rücken und Kopf braun gefärbt sind. Wimpelschwänze schlagen etwa 30 bis 75 mal in der Sekunde mit ihren Flügeln. Das Männchen wird im Flug von einem lauten Summton begleitet, da die vorbeiströmende Luft die Schwanzfedern in Schwingungen versetzt. Ihr Rufton ist ein lautes „tie-tie-tei“.

## Lebensweise
Die jamaikanischen Kolibris sind auf ihrer Insel überall heimisch, allerdings halten sie sich mit besonderer Vorliebe in lichten Gebieten auf Meereshöhe auf. Sie sind sehr territorial und verteidigen ihre Reviere mit ihren spitzen Schnäbeln gegen jeden Vogel, der versucht, in ihr Gebiet einzudringen. Trotz seiner langen Schwanzfedern kann das Männchen sehr gut fliegen. Sobald er gelandet ist, wirkt der Vogel allerdings relativ plump. Der Wimpelschwanz kann Energie sparen, indem er in den Torpor (Starrezustand) fällt, wobei er seine Körpertemperatur an seine Umgebung anpasst. Dadurch verlangsamt er die lebensnotwendigen Funktionen auf ein Minimum.

## Balz und Brutbiologie
In der Brutzeit, die meistens vor oder nach der Regenzeit (Oktober oder Mai) stattfindet, sammeln sich die Männchen in kleinen Gruppen und versuchen mit ihren schillernden Farben die Aufmerksamkeit der Weibchen zu erregen. Nach der Paarung sammelt das Weibchen Fäden, Baumwolle, Haare, Farne und klebrige Spinnennetze, um das Nest zu bauen. Dorthinein legt sie zwei weiße, längliche Eier, welche sie 14 bis 19 Tage bebrütet. Sobald die Jungen geschlüpft sind, muss das Weibchen sehr viel Nahrung für die Jungen besorgen. Sobald es genug gesammelt hat, kehrt es zum Nest zurück und würgt den Jungvögeln das Futter direkt in die Kehle. Während der ersten Tagen säubert das Weibchen das Nest noch vom Kot, aber nach kurzer Zeit lernen die Küken, das selber zu erledigen. Die Nestlingsdauer beträgt drei bis vier Wochen, danach sind die Jungen flügge und verlassen das Nest. Manchmal paart sich das Weibchen direkt danach nochmal, so dass es in einem Jahr zweimal brütet.

## Ernährung
Die Rotschnabel-Jamaikasylphen ernähren sich überwiegend von Nektar, den sie mit der Zunge aus den Blütenkronen ziehen. Sie können dabei nicht auf den Blüten landen, da diese meist so zart sind, dass sie abbrechen würden. Darum „stehen“ sie in ihrem Schwirrflug direkt vor der Blüte und tauchen ihren Schnabel hinein. Manchmal fressen sie auch Insekten, die allerdings schwer zu jagen und zu verdauen sind.

## Verbreitung und Bedrohung

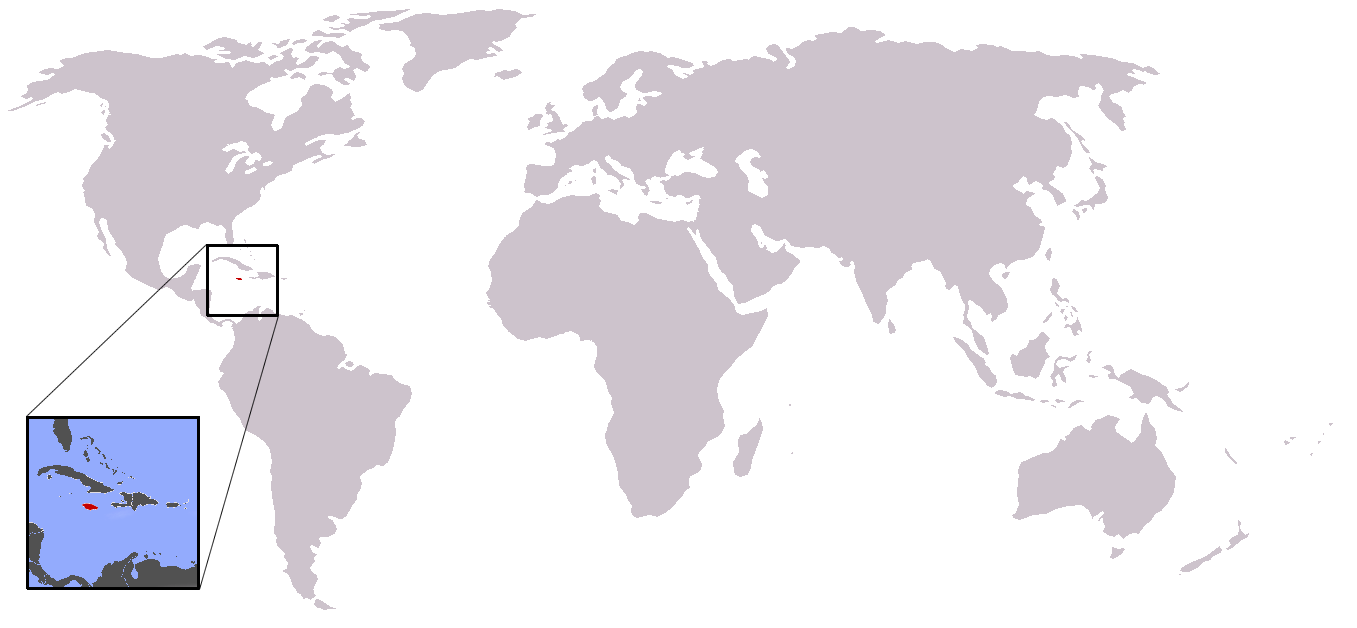
Jamaika, das Verbreitungsgebiet der Rotschnabel-Jamaikasylphe

Wimpelschwänze kommen nur auf Jamaika vor, der drittgrößten Insel der Großen Antillen. Ihr Bestand ist relativ stabil; sie profitieren sogar von der Abholzung des Regenwaldes, da sie sich im offenen Land besser zurechtfinden.
1901 wurde eine andere Art entdeckt, die nur im Osten von Jamaika vorkommt und einen schwarzen Schnabel hat: der Schwarzschnabel-Wimpelschwanz (Trochilus scitulus) wird von manchen Fachleuten als Unterart der Rotschnabel-Jamaikasylphe bezeichnet.

## Etymologie und Forschungsgeschichte
Carl von Linné beschrieb den Kolibri unter dem heutigen Namen Trochilus Polytmus. Als Fundort nannte er Amerika. Mit der Art führte er auch den Gattungsnamen »Trochilus« neu in die Wissenschaft ein. Dieser Name ist historisch etwas problematisch. So wurde er bereits von Aristoteles für einen Vogel, der den Mund eines Krokodils aufsucht, ohne von diesem verletzt oder gar gefressen zu werden verwendet. Étienne Geoffroy Saint-Hilaire vermutete, dass Aristoteles damit den Krokodilwächter (Pluvianus aegyptius) beschrieb. Trotzdem hat sich unter den Wissenschaftlern eingebürgert, diesen Begriff im Zusammenhang mit Kolibris zu verwenden. »Polytmus« leitet sich vom griechischen »polytimos πολυτιμος« für »sehr kostbar, wertvoll« ab. Dieses setzt sich wiederum aus »polys πολυς« für »viel« und »timē τιμη« für »Wert, Hochschätzung« zusammen.